# Ориентализъм
Под „Ориентализъм“ (от на латински: orientalis — източен) в изкуството се разбира представянето или често пъти имитирането на близкоизточни или далекоизточни мотиви в западноевропейското изкуство основно между 18-ти и началото на 20-ти век.

## Ориентализъм в изобразителното изкуство
Много европейски художници от 19-ти и началото на 20-ти век възхваляват митовете за Ориента като място на чувствителностт и декаденство. Любими теми са сцени от херемите. На ислямската култура са посветили свои произведения художници като Йожен Дьолакроа, Жан-Леон Жером, Александър Рубцов и Жан Огюст Доминик Енгър. 

## Ориентализъм в архитектурата
- Червената джамия  (Джамията в градината на двореца Шветцингер не е замисляна никога като религиозен храм. Построена е като градински павилион между 1779 и 1793 г.
- Помпената станция за големия фонтан в парк Сансуси е построена под формата на турска джамия и комин наподобяващ минаре от Ludwig Persius от 1841 до 1843 г..
- Голямата синагога (Будапеща) на улица Дохани, Будапеща осветена през 1859 г.
- Един символ на Берлин в мавритански стил е Новата синагога (Берлин) (1866 г. осветена, Вътрешно помещения разрушени 1938 г.)
- Вила Креспи, която е сграда, построена през 1879 г. с минареза индустриалец с контакти в Ориента.
- Die Испанската синагога, построена в Прага през 1882 до 1883 г. с богата орнаментална украса в мавритански стил.
- Фабриката „Захерл“ във Виена се числи към редките примери за търговски мотивиран ориентализъм в европейската архитектура (построена между 1888 и 1892 г.).
- Ориентализъм в увеселителен парк: Пагода в парк Тиволи в Копенхаген.
- Софийската синагога, построена 1909 г.
- Бившата фабрична сграда на цигарената фабрика Йенидже (1909) е част от архитектурните забележителностти на град Дрезден.
- Tripoli Shrine Temple (Милуоки), открит 1928.
- Форум театър в австралийския град Мелбърн (открит през 1929)